# Capillaria mucronata
Espèce
Capillaria mucronata est une espèce de nématodes de la famille des Capillariidae.

## Hôtes
Capillaria mucronata est un parasite de petits prédateurs, notamment la zibeline, les visons, les martes et les putois. L'espèce est particulièrement présente chez l'Hermine et le Vison d'Amérique. Elle est également présente chez le Vison d'Europe, en quantité moins importante cependant qu’Aonchotheca putorii selon une étude réalisée en Biélorussie. Le cycle de vie de ce nématode passe par un hôte intermédiaire qui est le lombric, notamment Lumbricus rubellus.